# Göllnitz
Göllnitz là một đô thị thuộc huyện Altenburger Land, trong bang Thüringen, Đức. Đô thị Göllnitz có diện tích 5,06 km².